# Klas Anderhell
Klas Mikael Anderhell, född 16 april 1961 i Kortedala församling, Göteborgs och Bohus län, är en svensk trumslagare.
Anderhell är uppvuxen i Mölnlycke. Han ersatte Danne Gansmoe i Jerusalem, och har även spelat med  Edin-Ådahl, Charlotte Höglund, Carola Häggkvist, Little Mike & The Sweet Soul Music Band, Mats Ronander, Mikael Rickfors, Pugh Rogefeldt, Korsdrag och många andra. Åren 1997–2002 var han trummis i Vikingarna
Under tidigt 2000-tal blev han trummis i Sven-Ingvars. Har även fungerat som studiomusiker på hundratals inspelningar, bland annat Kikki Danielsson och Samuelsons.
Han bor numera (2006) i Falun med sina barn och sin fru Maria Anderhell, Ny-David Nygrens dotter. Klas spelar trummor i det band som ackompanjerar Johan Boding under hans Queen tribute konserter.